# Jurelang Zedkaia

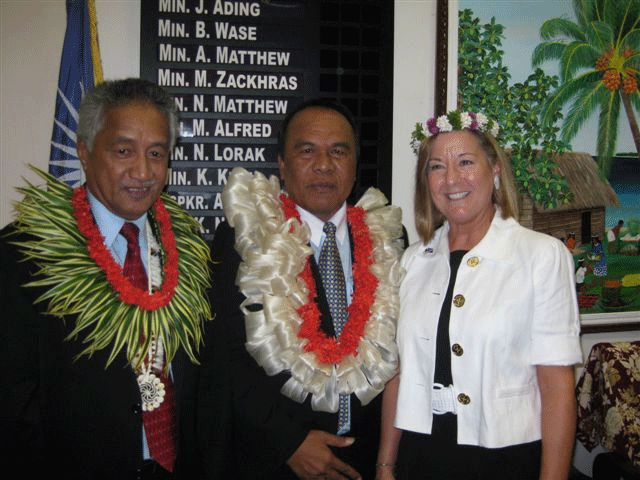
Jurelang Zedkaia (w środku) z przewodniczącym parlamentu Alvinem Jacklickiem (z lewej) i ambasador USA Marthą Campbell (z prawej)

Jurelang Zedkaia (ur. 13 lipca 1950, zm. 7 października 2015) – polityk, deputowany do parlamentu od 1991, przewodniczący parlamentu w latach 2008–2009. Prezydent Wysp Marshalla od 2 listopada 2009 do 10 stycznia 2012.

## Życiorys
Jurelang Zedkaia urodził się w 1950 na stołecznym atolu Majuro. Uczęszczał do szkoły podstawowej Assumption Elementary School, a następnie kształcił się w Marshall Islands High School (1966–1967) oraz Calvary Bible Institute (1967–1969). Po zakończeniu nauki przez 15 lat pracował jako farmaceuta. Przez sześć lat wchodził w skład rządu lokalnego atolu Majuro, w którym był odpowiedzialny za opiekę zdrowotną, edukację oraz sprawy socjalne.
W 1991 po raz pierwszy zdobył mandat deputowanego do parlamentu (Nitijeļā). W kolejnych wyborach uzyskiwał reelekcję. W 1997 został wybrany wiceprzewodniczącym parlamentu. Od 7 stycznia 2008 do 26 października 2009 sprawował natomiast funkcję przewodniczącego Nitijeļi. Na atolu Majuro sprawuje również funkcję Iroij (przywódcy).
26 października 2009 został wybrany przez parlament prezydentem Wysp Marshalla po tym, jak kilka dni wcześniej w wyniku uchwalenia wotum nieufności upadł gabinet prezydenta Litokwy Tomeinga. Zedkaia, stosunkiem głosów 17 do 15, pokonał byłego prezydenta Kessai Note, który był jego jedynym rywalem w głosowaniu. 2 listopada 2009 został zaprzysiężony na stanowisku. W swoim przemówieniu wezwał do jedności i przezwyciężenia podziałów politycznych.
Po wyborach parlamentarnych z 21 listopada 2011 większość miejsc w Nitijeļi zdobyli deputowani będący do niego w opozycji. W rezultacie 3 stycznia 2012 parlament nowym prezydentem kraju wybrał Christophera Loeaka. Pokonał on Zedkaię stosunkiem głosów 21 do 11. Loeak objął urząd 10 stycznia 2012.